# Сесквітерпени

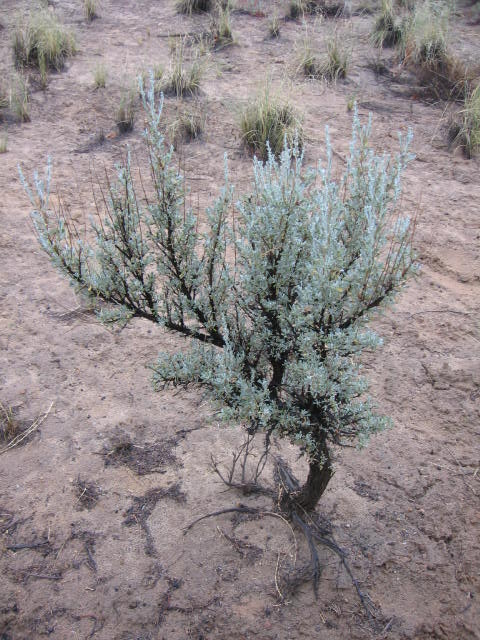
Полин великий (Artemisia tridentata) містить сесквітерпенові лактони, які є сесквітерпеноїдами (побудованими з трьох одиниць ізопрену) і мають лактонне кільце, звідки і назва. Ці сполуки містяться в багатьох інших рослинах і можуть викликати алергічні реакції та є токсичними у разі надлишкого вживання, особливо для худоби, на випасі.

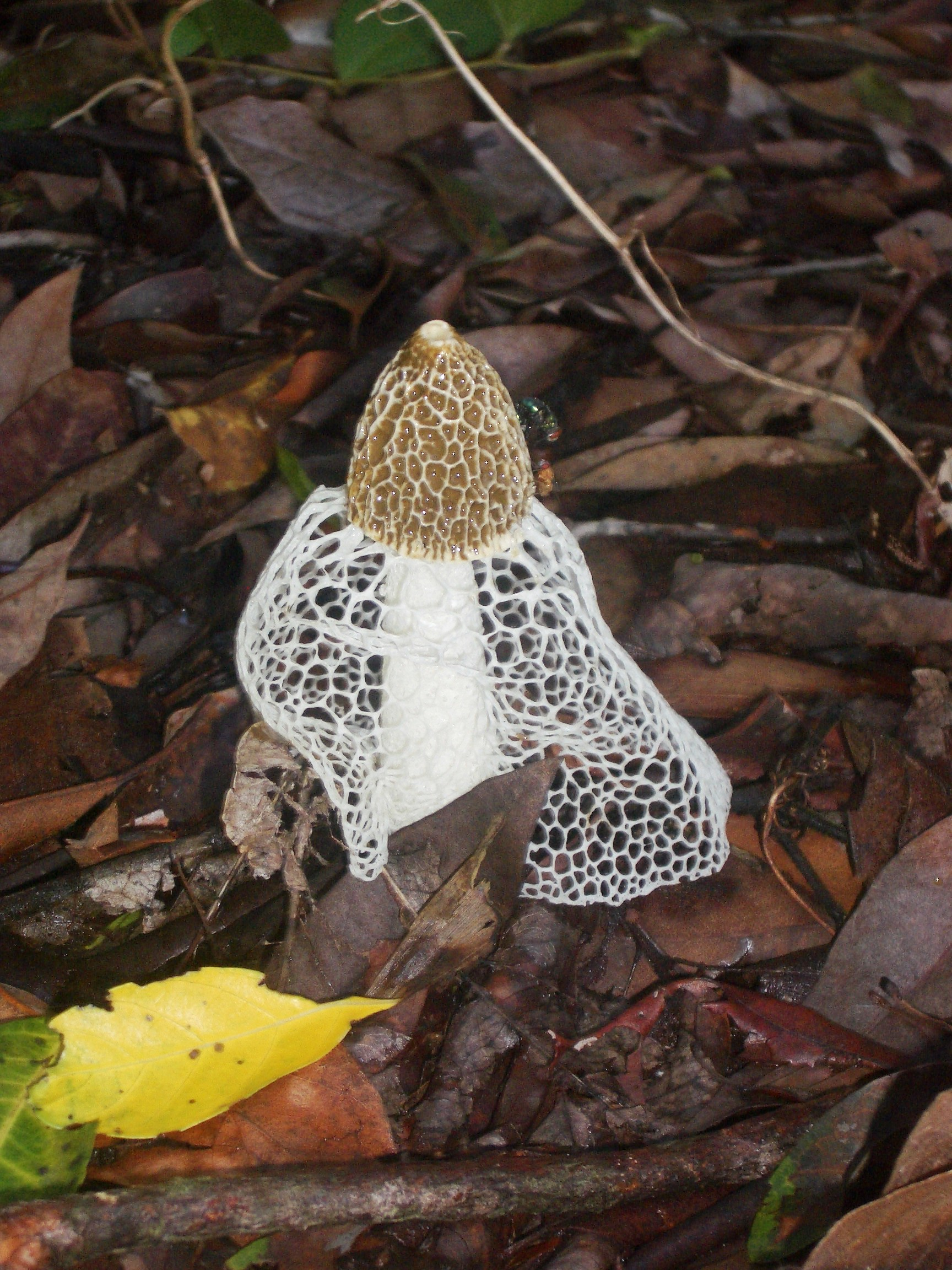
Бамбуковий гриб (Phallus indusiatus) у Куктауні, Квінсленд, Австралія, який синтезує два унікальних сесквітерпени

Сесквітерпени — це клас терпенів, що складаються з трьох ізопренових ланок і зазвичай мають молекулярну формулу C15H24. Як і монотерпени, сесквітерпени можуть бути циклічними або містити кільця, включаючи багато унікальних комбінацій. Біохімічні модифікації, такі як окислення або перегрупування, утворюють відповідні сесквітерпеноїди.
Сесквітерпени синтезуються рослинами і комахами у якості семіохімічних речовин, наприклад, захисні агенти або феромони.

## Біосинтез і приклади
Реакція геранілпірофосфату з ізопентенілпірофосфатом призводить до утворення 15-вуглецевого фарнезилпірофосфату (FPP), який є проміжним продуктом у біосинтезі сесквітерпенів, таких як фарнезен.

Фарнезилпірофосфат

Циклічні сесквітерпени є більш поширеними порівняно з циклічними монотерпенами через збільшену довжину ланцюга та додатковий подвійний зв’язок у сесквітерпенових попередників. На додаток до звичайних шестичленних кільцевих систем, таких як ті, що містяться в зінгіберені та бісакуроні, циклізація одного кінця ланцюга до іншого кінця може призвести до макроциклічних кілець, таких як гумулен .

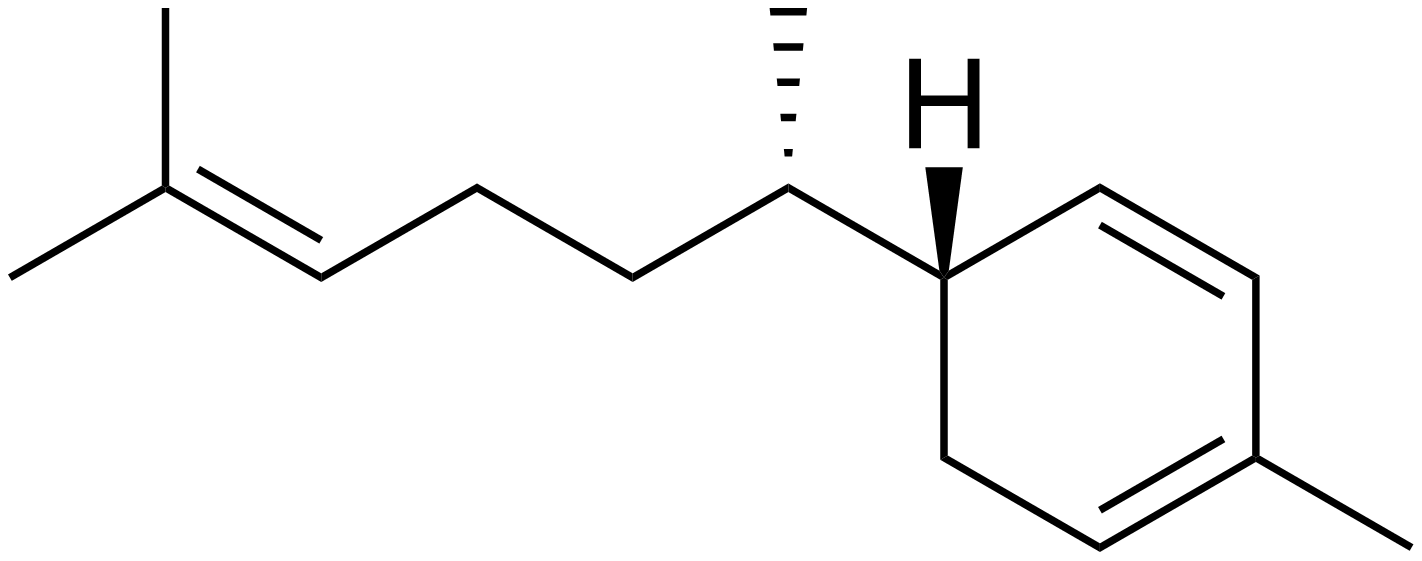
Зінгіберен, сесквітерпен, який міститься в імбирі.

δ- кадинен, один із сімейства сесквітерпенів.

Гумулони — це сесквітерпеноїди, які надають пиву «хмелевий» смак.

Кадинени містять два злитих шестичленних кільця. Каріофілен, компонент багатьох ефірних олій, таких як гвоздикова олія, містить дев’ятичленне кільце, злите з циклобутановим кільцем. Ришитин — ще один приклад кадинену, який міститься в картоплі та помідорах.
З додаванням третього кільця можливі структури стають дедалі різноманітнішими. Приклади включають лонгіфолен, копаен і спирт пачулол.

### Сесквітерпеноїди
Основу фарнезілпірофосфату (FPP) можливо перебудувати декількома різними способами та додатково прикрасити різними функціональними групами, що утворює велике різноманіття сесквітерпеноїдів. Геосмін, летюча сполука, яка надає питній воді землистий смак і затхлий запах, а також характерний запах у дощовий день, є сесквітерпеноїдом, що виділяється бактеріями, особливо ціанобактеріями, які мешкають в ґрунтах і водних джерелах. Після чого фарнезен окислюється і утворюється сесквітерпеноїд фарнезол.
Сесквітерпенові лактони — це поширений клас сесквітерпеноїдів, які мають таку назву через лактонне кільце в структурі. Вони містяться в багатьох рослинах і можуть викликати алергічні реакції, та є токсичними у разі надлишкового вживання, особливо худобою, що пасеться.
Термін «мерозесквітерпеноїди» був введений у 1968 році для опису молекул цього класу, які мають змішане біосинтетичне походження. Це означає, що попередники ізопреноїдів, такі як ізопентенілпірофосфат, походять як з мевалонатного, так і з немевалонатного шляхів.